# Lekkoatletyka na Letnich Igrzyskach Olimpijskich 1968 – skok o tyczce mężczyzn
Skok o tyczce mężczyzn podczas XIX Letnich Igrzysk Olimpijskich w Meksyku rozegrano 14 (kwalifikacje) i 16 października 1968 (finał) na Estadio Olímpico Universitario. Zwycięzcą został reprezentant Stanów Zjednoczonych Bob Seagren, który, podobnie jak dwaj pozostali medaliści,  ustanowił w finale nowy rekord olimpijski z rezultatem 5,40 m.

## Rekordy

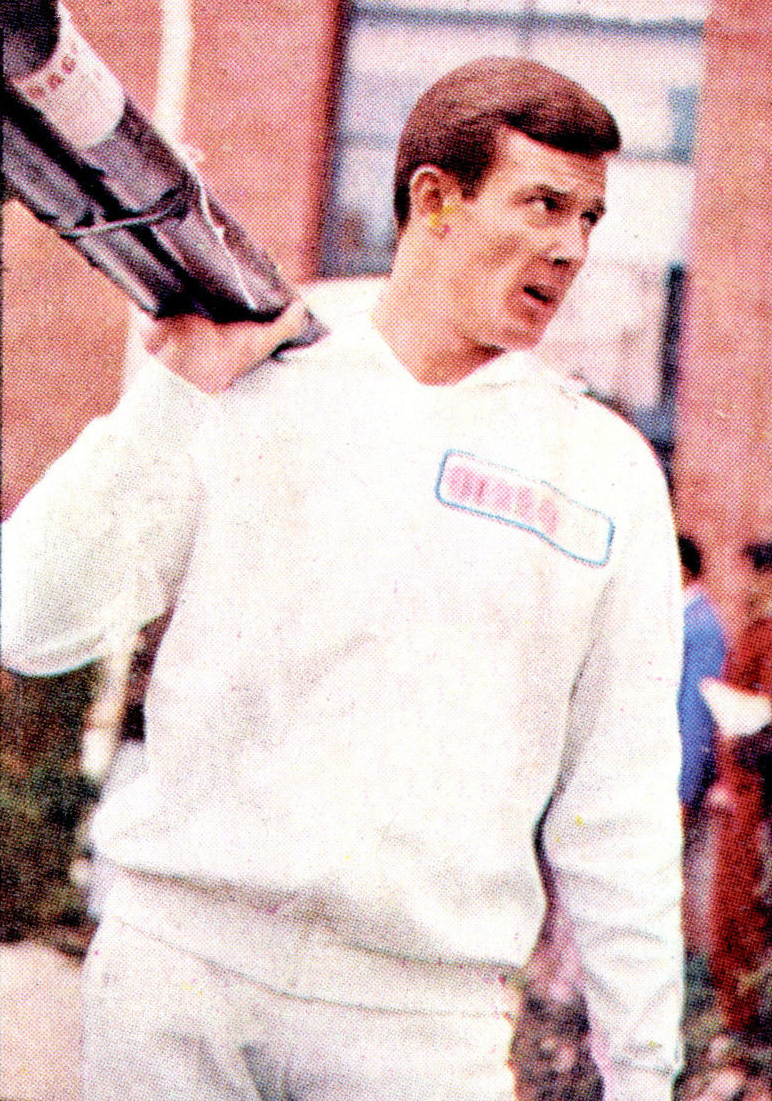
Dick Fosbury

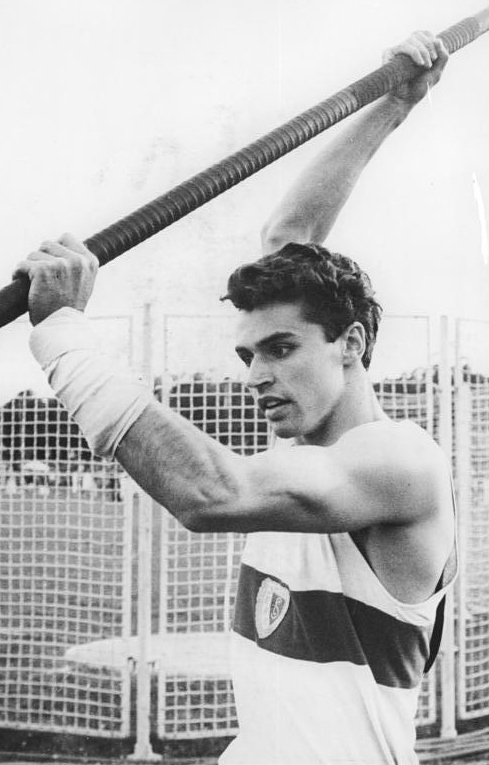
Wolfgang Nordwig

|                   | Zawodnik    | Narodowość        | Wynik | Data                      | Miejsce     |
| ----------------- | ----------- | ----------------- | ----- | ------------------------- | ----------- |
| Rekord świata     | Bob Seagren | Stany Zjednoczone | 5,41  | 12 września 1968(dts)     | Echo Summit |
| Rekord olimpijski | Fred Hansen | Stany Zjednoczone | 5,10  | 17 października 1964(dts) | Tokio       |

## Wyniki
| Poz. - pozycja |
| – rekord świata \| – rekord krajowy \| – rekord życiowy \| = – wyrównany rekord życiowy \| · – najlepszy wynik w sezonie \| = – wyrównany najlepszy wynik w sezonie \| – rekord olimpijski |
| DNF – nie ukończył \| DNS – nie wystartował \| DSQ – zdyskwalifikowany \| NM – Brak zaliczonej wysokości                                                                                   |

### Kwalifikacje
Do finału awansowali zawodnicy, którzy osiągnęli minimum 4,90 m (Q), względnie 12 najlepszych (gdyby mniej niż 12 zawodników osiągnęło minimum, q). Skoczkowie startowali w dwóch grupach (A i B).
| Poz. |   | Zawodnik                 | Reprezentacja     | 4,20 | 4,30 | 4,40 | 4,50 | 4,60 | 4,70 | 4,75 | 4,80 | 4,85 | 4,90 | Wynik | Uwagi |
| ---- | - | ------------------------ | ----------------- | ---- | ---- | ---- | ---- | ---- | ---- | ---- | ---- | ---- | ---- | ----- | ----- |
| 1.   | A | Wolfgang Nordwig         | NRD               | –    | –    | –    | –    | –    | –    | –    | –    | –    | o    | 4,90  | Q     |
| 1.   | A | John Pennel              | Stany Zjednoczone | –    | –    | –    | –    | –    | –    | –    | –    | –    | o    | 4,90  | Q     |
| 3.   | A | Altti Alarotu            | Finlandia         | –    | –    | –    | –    | –    | o    | –    | –    | –    | o    | 4,90  | Q     |
| 3.   | A | Hennadij Błyznecow       | ZSRR              | –    | –    | –    | –    | o    | –    | –    | –    | –    | o    | 4,90  | Q     |
| 3.   | A | Hervé d’Encausse         | Francja           | –    | –    | –    | –    | –    | –    | –    | o    | –    | o    | 4,90  | Q     |
| 3.   | A | Erkki Mustakari          | Finlandia         | –    | –    | –    | –    | o    | –    | –    | –    | –    | o    | 4,90  | Q     |
| 3.   | A | Christos Papanikolau     | Grecja            | –    | –    | –    | –    | –    | –    | –    | o    | –    | o    | 4,90  | Q     |
| 3.   | A | Claus Schiprowski        | RFN               | –    | –    | –    | –    | –    | –    | –    | o    | –    | o    | 4,90  | Q     |
| 9.   | B | Mike Bull                | Wielka Brytania   | –    | –    | –    | –    | o    | –    | –    | o    | –    | o    | 4,90  | Q     |
| 9.   | B | Kiyoshi Niwa             | Japonia           | –    | –    | –    | –    | o    | –    | –    | o    | –    | o    | 4,90  | Q     |
| 9.   | B | Ignacio Sola             | Hiszpania         | –    | –    | –    | –    | o    | –    | –    | o    | –    | o    | 4,90  | Q     |
| 12.  | B | Aleksandr Malutin        | ZSRR              | –    | –    | xxo  | o    | –    | o    | –    | xxo  | –    | o    | 4,90  | Q     |
| 13.  | A | Bob Seagren              | Stany Zjednoczone | –    | –    | –    | –    | –    | –    | –    | –    | –    | xo   | 4,90  | Q     |
| 14.  | A | Kjell Isaksson           | Szwecja           | –    | –    | –    | –    | –    | o    | –    | –    | –    | xo   | 4,90  | Q     |
| 15.  | A | Heinfried Engel          | RFN               | –    | –    | –    | –    | o    | –    | –    | o    | –    | xxo  | 4,90  | Q     |
| 16.  | B | Pantelis Nikolaidis      | Grecja            | –    | –    | o    | –    | o    | –    | –    | o    | –    | xxx  | 4,80  |       |
| 17.  | B | Érico Barney             | Argentyna         | o    | o    | –    | xo   | o    | xxo  | –    | o    | –    | xxx  | 4,80  |       |
| 18.  | B | Klaus Lehnertz           | RFN               | –    | –    | o    | –    | o    | –    | o    | –    | xxx  |      | 4,75  |       |
| 19.  | B | John-Erik Blomqvist      | Szwecja           | –    | –    | –    | –    | o    | –    | xxo  | –    | –    | xxx  | 4,75  |       |
| 20.  | A | Casey Carrigan           | Stany Zjednoczone | –    | –    | –    | –    | o    | –    | –    | –'   | –    | xxx  | 4,60  |       |
| 21.  | B | Wu Ah-min                | Tajwan            | o    | o    | –    | o    | xxx  |      |      |      |      |      | 4,50  |       |
| 22.  | B | Heinz Wyss               | Szwajcaria        | –    | xo   | –    | o    | –    | r    |      |      |      |      | 4,50  |       |
| –    | B | Ingo Peyker              | Austria           | –    | –    | –    | –    | xxx  |      |      |      |      |      | NM    |       |
| –    | A | Renato Dionisi           | Włochy            |      |      |      |      |      |      |      |      |      |      | DNS   |       |
| –    | B | Dominique Rakotorahalahy | Madagaskar        |      |      |      |      |      |      |      |      |      |      | DNS   |       |
| –    | B | Aldo Righi               | Włochy            |      |      |      |      |      |      |      |      |      |      | DNS   |       |
| –    | B | Steen Smidt-Jensen       | Dania             |      |      |      |      |      |      |      |      |      |      | DNS   |       |

### Finał
| Poz. | Zawodnik             | Reprezentacja     | 4,60 | 4,80 | 4,90 | 5,00 | 5,05 | 5,10 | 5,15 | 5,20 | 5,25 | 5,30 | 5,35 | 5,40 | 5,45 | Wynik | Uwagi       |
| ---- | -------------------- | ----------------- | ---- | ---- | ---- | ---- | ---- | ---- | ---- | ---- | ---- | ---- | ---- | ---- | ---- | ----- | ----------- |
| 1.   | Bob Seagren          | Stany Zjednoczone | –    | –    | –    | –    | o    | –    | –    | xo   | –    | o    | –    | xo   | xxx  | 5,40  | [ 1 ]       |
| 2.   | Claus Schiprowski    | RFN               | –    | –    | o    | o    | –    | o    | –    | o    | xo   | o    | xo   | xo   | xxx  | 5,40  | [ 1 ] [ 3 ] |
| 3.   | Wolfgang Nordwig     | NRD               | –    | –    | –    | xo   | –    | –    | –    | o    | –    | o    | o    | xxo  | xxx  | 5,40  | [ 1 ] [ 3 ] |
| 4.   | Christos Papanikolau | Grecja            | –    | o    | –    | o    | –    | –    | o    | –    | xo   | xo   | o    | xxx  |      | 5,35  | [ 4 ]       |
| 5.   | John Pennel          | Stany Zjednoczone | –    | –    | –    | –    | o    | –    | –    | xo   | –    | xo   | xxo  | xxx  |      | 5,35  |             |
| 6.   | Hennadij Błyznecow   | ZSRR              | o    | –    | o    | –    | –    | o    | –    | o    | –    | xo   | xxx  |      |      | 5,30  | [ 5 ]       |
| 7.   | Hervé d’Encausse     | Francja           | –    | –    | –    | o    | –    | –    | xo   | –    | o    | –    | xxx  |      |      | 5,25  |             |
| 8.   | Heinfried Engel      | RFN               | –    | o    | –    | xxo  | –    | xo   | –    | o    | xxx  |      |      |      |      | 5,20  |             |
| 9.   | Ignacio Sola         | Hiszpania         | –    | xo   | –    | o    | –    | xo   | o    | xxo  | xxx  |      |      |      |      | 5,20  | [ 6 ]       |
| 10.  | Kjell Isaksson       | Szwecja           | –    | –    | o    | –    | xo   | –    | o    |      | xxx  |      |      |      |      | 5,15  |             |
| 11.  | Kiyoshi Niwa         | Japonia           | –    | o    | o    | o    | –    | o    | xo   | xxx  |      |      |      |      |      | 5,15  | [ 7 ]       |
| 12.  | Aleksandr Malutin    | ZSRR              | o    | –    | o    | o    | –    | xxx  |      |      |      |      |      |      |      | 5,00  |             |
| 13.  | Mike Bull            | Wielka Brytania   | –    | xo   | o    | xo   | –    | xxx  |      |      |      |      |      |      |      | 5,00  |             |
| 14.  | Altti Alarotu        | Finlandia         | –    | –    | –    | xxo  | r    |      |      |      |      |      |      |      |      | 5,00  |             |
| –    | Erkki Mustakari      | Finlandia         | –    | xxx  |      |      |      |      | '    |      |      |      |      |      |      | NM    |             |